# Санта-Мария-дуз-Оливайш (Томар)
Санта-Мария-дуз-Оливайш (порт. Santa Maria dos Olivais) — район (фрегезия) в Португалии, входит в округ Сантарен. Является составной частью муниципалитета Томар. По старому административному делению входил в провинцию Рибатежу. Входит в экономико-статистический субрегион Медиу-Тежу, который входит в Центральный регион. Население составляет 12 801 человек на 2001 год. Занимает площадь 17,23 км².